# Robert Pommier
Pour les articles homonymes, voir Pommier (homonymie).
Robert Pommier, né le 1er février 1919 à Fraize (Vosges) et mort à Paris le 31 mai 1961, est un explorateur et journaliste français. Il est, avec J.A. Martin et Yves Vallette, l'un des artisans du retour de la France en terre Adélie en 1950.

## Biographie

### Origines et famille
Robert Jean Jacques Pommier naît à Fraize, dans le département des Vosges, le 1er février 1919. Son père, Gaston Pommier, est Parisien. Il s'est engagé dans l'armée en 1913, et a participé à la bataille du Linge avec le 30e bataillon de chasseurs à pied ; blessé à plusieurs reprises au cours de la Grande Guerre, il a été amputé de l'avant-bras droit. Durant sa convalescence, il a fait la connaissance de Léone Claudel, du village de Fraize, à une quinzaine de kilomètres du Linge, et il l'a épousée en mai 1918.
Gaston Pommier est démobilisé en 1919 avec le grade de lieutenant et celui de chevalier de la Légion d'honneur. Il obtient l’année suivante un poste de « commis expéditionnaire » à la Banque de France, ce qui lui permet de rejoindre Paris avec femme et enfant.

### Enfance, adolescence et formation
C'est dans le 18e arrondissement que grandit le petit Robert, avant qu'il ne fréquente le lycée Félix-Faure de Beauvais entre 1930 et 1936. Adolescent, c'est au cours d'un séjour sanitaire à Bourg-Saint-Maurice qu'il découvre passionnément la montagne et le ski. C'est probablement au début de 1938 qu'il rencontre Paul-Émile Victor, de retour du Groenland, lorsque celui-ci effectue un raid transalpin en traîneau à chiens de Nice à Chamonix. Malgré la différence d'âge (Victor a 30 ans ; Pommier 19), une longue amitié se noue, et Victor confie à Pommier le soin de ses chiens de traîneau.
En 1939, suivant l'exemple de son père 26 ans plus tôt, Pommier s'engage dans les chasseurs alpins en tant que meneur de chiens. Avec le 6e BCA, il participe à la bataille de Narvik au printemps 1940. De retour en France après un passage par l'Angleterre, il est vraisemblable qu'il se soit retrouvé cantonné à Gresse-en-Vercors avec sa section d'éclaireurs skieurs, et ceci probablement jusqu'à la dissolution de l'armée d'armistice en novembre 1942.
Il retrouve alors ses parents à Paris. Son père, qui s'est installé à son compte depuis la fin des années 1920, gère des meublés. En mai 1943, il est en particulier nommé administrateur temporaire d'une demi-douzaine d'immeubles appartenant à des juifs expropriés. Robert aide son père dans cette tâche.

### Le «Spitz»
C'est au domicile familial de la rue Cavallotti qu'il fonde en 1944 avec Yves Vallette et J.A. Martin un groupe baptisé « G.F.A. » (pour « Groupe Froid et Altitude »), avec l'intention « d'aller, dès la guerre finie, explorer les régions froides ou montagneuses du globe ». 

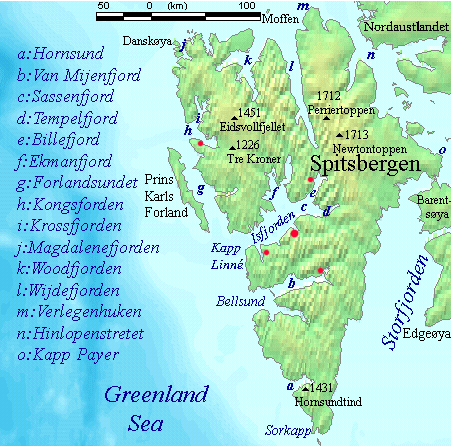
Le Spitzberg, avec ses deux plus hauts sommets : Newtontoppen et Perriertoppen.

La région peu explorée du nord-est du Spitzberg (Nouvelle-Frise et terre Margareta) retient tout particulièrement l'attention du groupe. Mais la plupart des membres renoncent finalement à aller jusqu'au bout du projet. Ils ne restent que trois, qui parviennent cependant à nouer des contacts scientifiques, entre autres avec  le général Perrier, président de la Société de géographie, qui accepte de patronner l'expédition.
En mai 1946, Pommier, Vallette et Martin se mettent en route pour le Spitzberg. Pommier entend parler du prochain appareillage de deux contre-torpilleurs de la Marine nationale qui partent dans le nord de la Norvège pour célébrer le sixième anniversaire de la bataille de Narvik. En tant qu'ancien combattant, il parvient à obtenir de se faire transporter jusque là-bas avec ses deux camarades. Un remorqueur norvégien coopératif les dépose ensuite au Spitzberg.
Au cours de l'été 1946, ils créent l'exploit en faisant en un mois et demi un raid de 500 km à ski. Tractant un traîneau, ils gravissent le mont Newton, alors considéré comme le point culminant de l'île à plus de 1 700 m d'altitude. Ils repèrent alors, à 22 km de distance, un autre sommet qui semble plus élevé,,. Ils le baptisent « mont Général-Perrier » (en norvégien : « Perriertoppen ») en mémoire de Georges Perrier, mort quelques mois plus tôt. Au terme de leur expédition, ils atteignent l'extrême nord de la terre Margareta.

### La terre Adélie

#### La genèse du projet

Carte de la terre Adélie dressée en 1840.

De retour à Oslo, les « Trois du Spitz » sont intrigués par un article de journal norvégien trouvé dans un caniveau : la revendication territoriale sur la terre Adélie décrétée par la France en 1924 y est contestée par la Norvège, sous le prétexte que la France n'y a pas repris pied depuis sa découverte par Dumont d'Urville en 1840. Cela incite Martin, Pommier et Vallette à organiser une expédition de reprise de possession. Pommier renoue avec Victor, qui cherche de son côté à retourner au Groenland, et l'idée d'un projet d'expéditions à la fois boréales et australes fait son chemin. En février 1947, la fondation des Expéditions polaires françaises (E.P.F.) par Victor et quatre associés va permettre de le réaliser.
Entre-temps, Pommier participe durant l'été 1947 à une nouvelle expédition de longue durée (trois mois) en Laponie et au Spitzberg, en tant que conseiller technique d'une équipe cinématographique de quatre personnes, menée par le jeune réalisateur Édouard Logereau. Il en résultera six courts métrages, dont Un jour d'été en Laponie et Spitzberg, terre sans joie. Ce sera surtout pour Pommier l'occasion d'approcher le monde du cinéma, avec d'heureuses conséquences quelques années plus tard.

#### ExpéditionTA 2
Victor, qui prépare pour l'été 1948 une nouvelle expédition au Groenland, délègue à André-Frank Liotard, l'un des cofondateurs des E.P.F., le soin d'organiser la seconde expédition antarctique française en terre Adélie (TA 2). Les « Trois du Spitz », en tant qu'instigateurs du projet, sont bien sûr de la partie : Martin est chargé du cinéma et de l'intendance ; Pommier des chiens, des raids en traîneaux et de la photographie ; et Vallette de la topographie.  
Après un départ retardé par le mauvais état du Commandant Charcot, un ancien mouilleur de filets anti-sous-marins américain converti en navire polaire, l'expédition quitte Brest fin novembre 1948. Elle compte au total 62 personnes, dont 11 doivent débarquer et hiverner. Martin, Pommier et Vallette font partie de ce petit groupe. Mais l'état des glaces en cet été austral 1948-1949 s'avère catastrophique, et le navire, bloqué par 70 km de banquise, ne peut atteindre la côte antarctique,.

#### ExpéditionTA 3

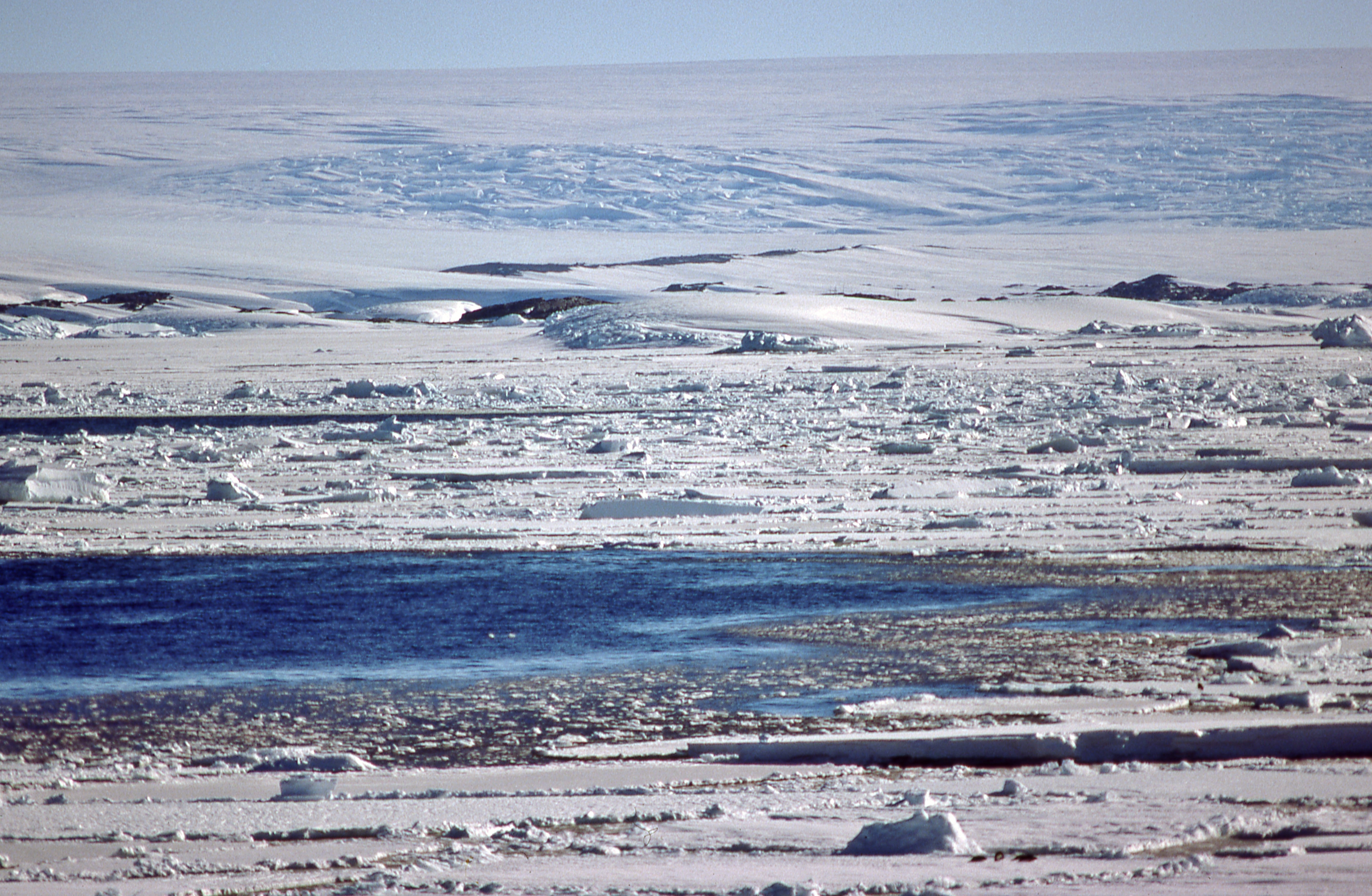
La côte de terre Adélie près de Port-Martin, au fond d'une baie qui deviendra plus tard la baie Robert-Pommier.

Ce n'est que partie remise : en septembre 1949, Pommier rembarque sur le Commandant Charcot pour participer à la troisième expédition antarctique française en terre Adélie (TA 3). Le voyage, endeuillé par la mort subite de Martin dans l'Atlantique Sud, se termine cette fois devant les côtes de la terre Adélie où la base de Port-Martin est établie en janvier 1950.
Meneur de chiens et photographe officiel de l'expédition, Pommier est aussi chargé d'expériences d'optique atmosphérique, sous la supervision d'Alfred Kastler. Mais ce qui va surtout l'occuper au cours des premiers mois, c'est l'aménagement de la « baraque » d'hivernage : lui et ses camarades donnent l'impression de tout savoir faire. La chasse aux phoques pour nourrir les 28 chiens, la construction de niches et le dressage occupent le reste de son temps.   

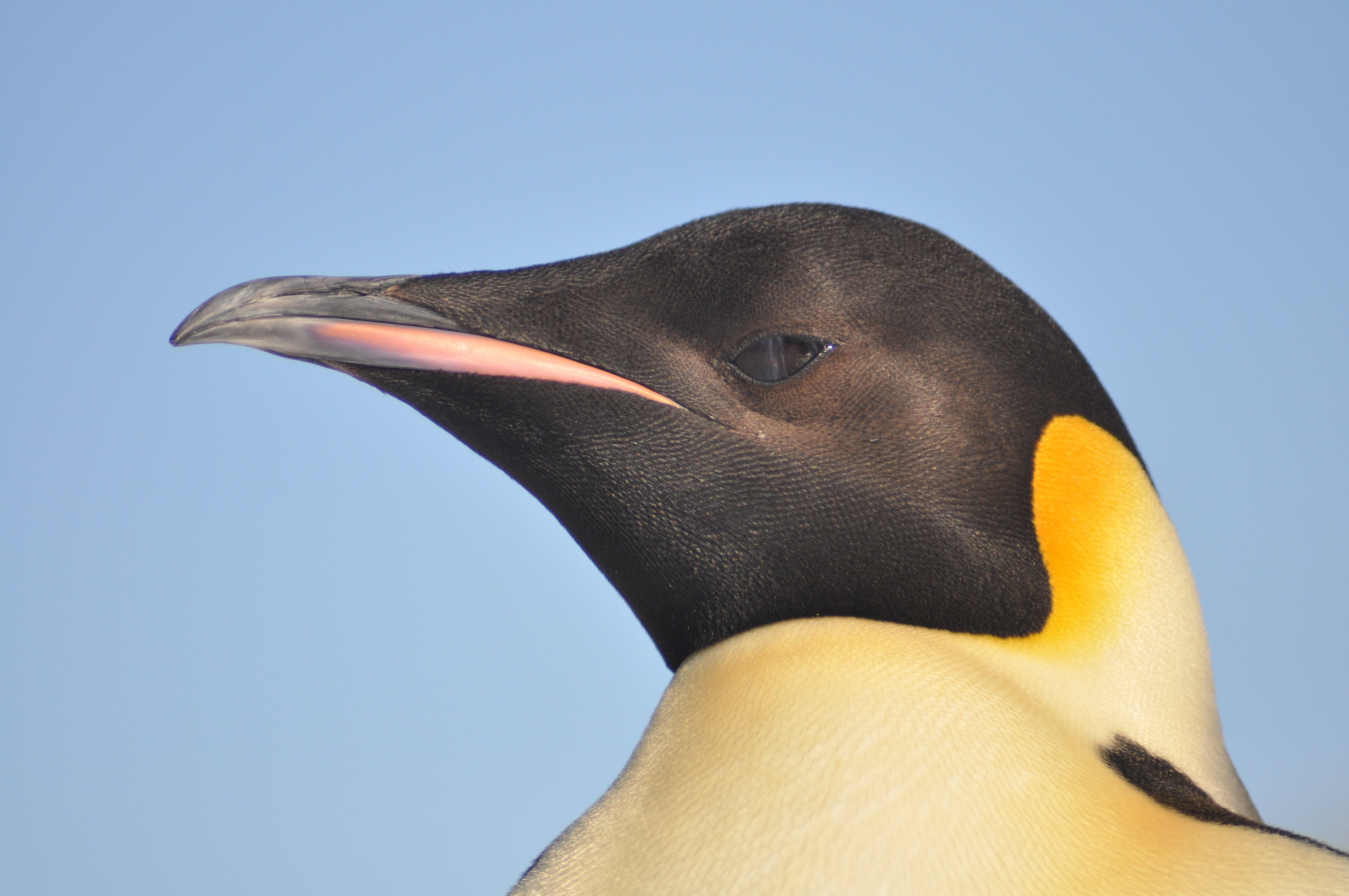
Manchot empereur.

Avec Vallette, ils constituent visiblement un duo très indépendant, ce qui contrarie un peu le chef d'expédition. Ils partent ainsi une semaine en plein hiver en suivant la côte sur la banquise. Tractant derrière eux un traîneau comme ils l'ont déjà fait au Spitzberg, ils vont jusqu’à la pointe Alden, qui marque la frontière orientale de la terre Adélie avec la terre de George V (secteur antarctique australien).
En octobre, c'est vers l'ouest que Pommier et Vallette repartent sur la glace de mer, cette fois avec deux traîneaux à chiens et en compagnie de François Tabuteau, hydrographe de l'expédition. Ils découvrent l'archipel de Pointe-Géologie et sa rookerie de manchots empereurs, et identifient le rocher du Débarquement, lieu de la prise de possession de Dumont d'Urville en 1840. Ils n'arrêtent leur exploration qu'à la pointe Ebba, à 85 km à l'ouest de Port-Martin.
En fin d'hivernage (décembre 1950 à janvier 1951), Pommier, Vallette et Georges Schwartz, intendant et cuisinier de l'expédition, partent de nouveau en raid avec deux traîneaux. Toujours vers l'ouest, mais cette fois sur le continent à quelque 50 km de la côte, dans un aller-retour de plus de 500 km le long du 67e parallèle, ils atteignent la frontière occidentale de la terre Adélie, et pénètrent même de 4 km en terre de Wilkes (secteur antarctique australien),. Vallette et Pommier deviennent ainsi les premiers — et les seuls — à avoir parcouru la terre Adélie de part en part, du 142e au 136e méridien.

### Le Groenland

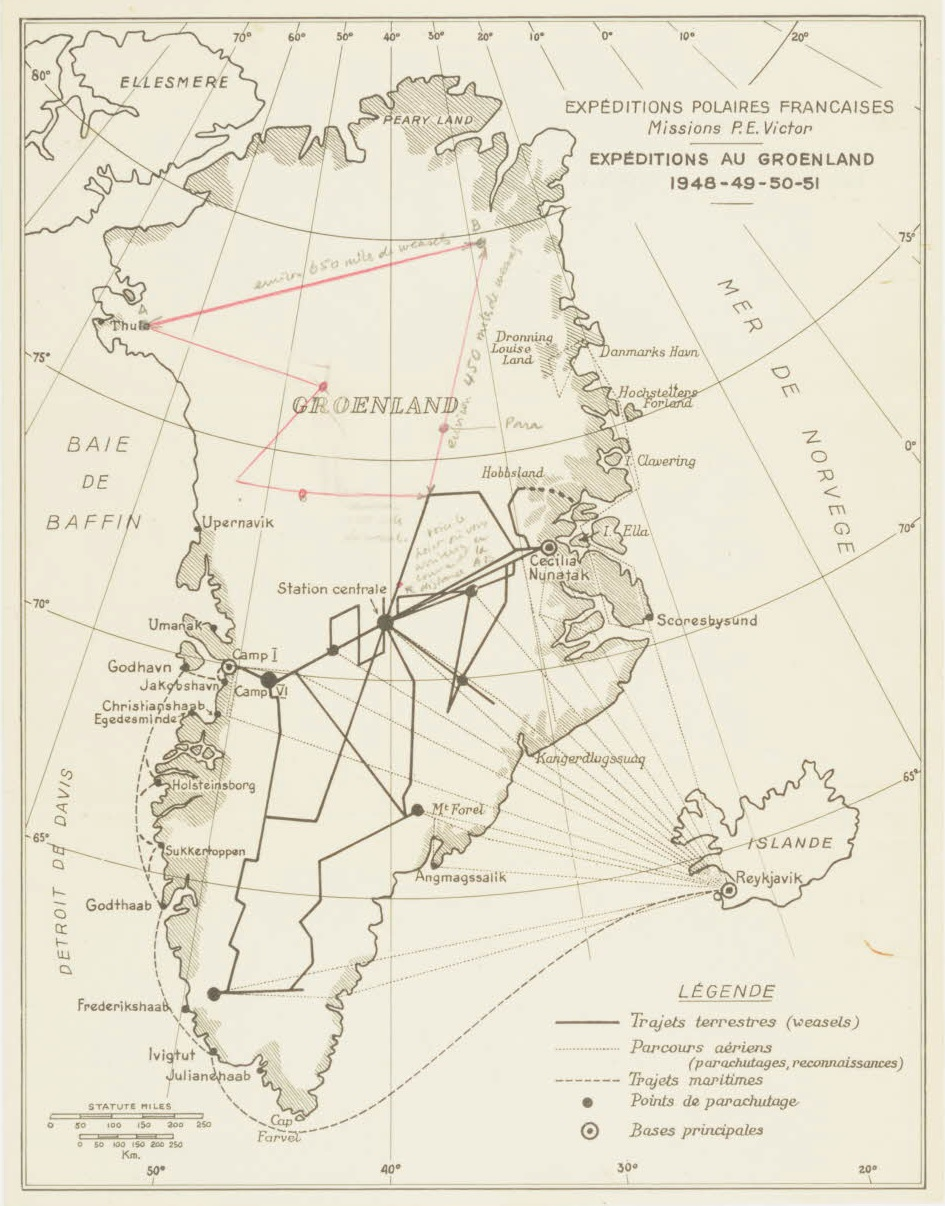
Carte des expéditions polaires françaises au Groenland entre 1948 et 1951. Le raid prévisionnel de 1952 est indiqué en rouge de la main de Victor. Archives nationales.

En 1952, les Expéditions polaires françaises ont terminé leurs raids et hivernages dans le centre et le sud du Groenland. Mais le nord reste encore inexploré. Victor profite de l'installation de la base de Thulé pour proposer aux Américains une démonstration de l'utilisation de véhicules chenillés dans un raid traversant le nord de l'île, de la côte ouest à la côte est. Il entraîne dans cette aventure Pommier et cinq autres anciens — dont Robert Guillard, Paul Perroud et Jean-Jacques Holtzscherer.
C'est ainsi que Pommier débarque à Thulé fin juillet 1952. Trois Weasel sont mis à la dispositions des Français ; cinq militaires américains les accompagnent à bord de deux véhicules supplémentaires en tant qu'observateurs. En un mois et demi, le convoi va parcourir 3 000 km à 2 000 m d'altitude sur l'inlandsis groenlandais dont l'épaisseur est sondée tous les 15 milles par sismique réflexion. De ce raid groenlandais hors du commun, il rapportera un livre : Au-delà de Thulé : sur la route des glaces.

### Retour en terre Adélie
Devenu entre-temps grand reporter à L'Aurore, Pommier embarque avec Victor à Hobart en décembre 1955 sur le Norsel (en). Le 2 janvier 1956, ce phoquier norvégien débarque sur l'île des Pétrels une mission de 14 personnes (sous la direction de Guillard) qui va y établir la nouvelle base Dumont-d'Urville en vue de l'hivernage 1956. Nul doute que Pommier ne revoie ainsi avec émotion les lieux de ses exploits d'exploration en traîneaux avec Vallette et Tabuteau cinq ans plus tôt.

### Vie privée
Au retour de son raid au Groenland, il épouse en 1952 Christine Pathé (1927-2020),,, fille de la cantatrice américaine Mildah Polia (elle-même fille adoptive du producteur de cinéma Charles Pathé, qui l'a mariée à son neveu Roger Pathé). Robert Pommier et Christine Pathé auront une fille, Sophie Pitron-Pommier, qui fondera Méroé, un cabinet de conseil sur le monde arabe,.
Décédé subitement le 31 mai 1961 à Paris (7e arrondissement), Pommier est enterré à Gresse-en-Vercors, où le rejoindront plus tard son père et sa mère. Son père a peut-être choisi cet endroit parce qu‘il y avait lui-même été cantonné après son engagement dans les chasseurs à pied en 1913.

## Postérité
- En 1962, la baie Robert-Pommier, en terre Adélie, a reçu ce nom sur proposition de Paul-Émile Victor[39] ;
- En 1962, le Norsk Polarinstitutt a baptisé Pommierryggen (« l’arête Pommier » en norvégien) une crête montagneuse dominant le flanc ouest du glacier Chydenius (sud de la Nouvelle-Frise, au Spitzberg)[40] ; elle fait face au Martinkollen et au Valetteknausen[note 5], deux nunataks qui en dominent le flanc est, et qui portent les noms des deux autres membres de l’expédition de 1946 ;
- En 1994, un timbre émis par le service postal des TAAF a commémoré le rôle de Pommier dans l'exploration de la terre Adélie (2,80 F, brun-orange, brun-lilas et bleu, no 188 Yvert et Tellier)[41] ;
- Le square Robert-Pommier, dans son village natal de Fraize, a été inauguré le 30 mai 2009[8].

## Publications
- André-Frank Liotard et Robert Pommier (préf. Paul-Émile Victor), Terre Adélie 1949-1952, Paris, Arthaud, 1952, 48 p..
- Robert Pommier, Au-delà de Thulé : sur la route des glaces, Paris, Amiot-Dumont, 1953, 198 p.